# Миорский сельсовет
Мио́рский сельсовет (бел. Мё́рскі сельсавет) — административная единица на территории Миорского района Витебской области Белоруссии. Административный центр  — город Миоры (не входит в состав сельсовета).

## История
29 апреля 2004 года образован Миорский сельсовет с административным центром — город Миоры.

## Состав
Миорский сельсовет включает 62 населённых пункта:
- Амбросенки — деревня.
- Белорусская — деревня.
- Блажки — деревня.
- Большая Глиновка — деревня.
- Большая Ковалевщина — деревня.
- Босяные — деревня.
- Вильново — хутор.
- Возовники — деревня.
- Вороньки — деревня.
- Гирьяты — деревня.
- Горовцы — хутор.
- Грецкие — деревня.
- Дворное Село — деревня.
- Денисово — деревня.
- Дульские — хутор.
- Жугеровщина — хутор.
- Загорье — деревня.
- Захарни — деревня.
- Канахи — деревня.
- Картавые — деревня.
- Козлы — деревня.
- Колганово — хутор.
- Крыштули — хутор.
- Крючки — хутор.
- Кучняры — хутор.
- Липовка — хутор.
- Литовчики — деревня.
- Малая Глиновка — хутор.
- Малая Ковалевщина — деревня.
- Малявки — деревня.
- Масевцы — деревня.
- Матюки — деревня.
- Миорки 2 — хутор.
- Мнюхи — деревня.
- Наталино — деревня.
- Новое Село — деревня.
- Новые Крюки — деревня.
- Патеенки — деревня.
- Пестуны — деревня.
- Плейки — деревня.
- Подгайцы — деревня.
- Подъельцы — агрогородок.
- Поляки — деревня.
- Птицкие — деревня.
- Раковые — хутор.
- Свердлы — деревня.
- Селище — деревня.
- Силово — деревня.
- Славщизна — хутор.
- Станулево — деревня.
- Старые Крюки — деревня.
- Стефаново — деревня.
- Сухие — хутор.
- Суховержье — деревня.
- Сушки — деревня.
- Татары — деревня.
- Тилевцы — деревня.
- Франополь — деревня.
- Черессы — агрогородок.
- Чеховщина — хутор.
- Юнцы — деревня.
- Якубовщина — деревня.

Упразднённые населённые пункты:
- Вязовцы — деревня.
- Застаринцы — хутор[3].

## Достопримечательность
- Экологическая тропа "Озеравки-Ельня" в д. Конахи
- Николаевская церковь, вторая половина XIX в. в аг. Черессы